# チップとデールの大作戦2
『チップとデールの大作戦2』（チップとデールのだいさくせん2）は、カプコンから発売されたファミリーコンピュータ用アクションゲーム。『チップとデールの大作戦』（1990年）の続編にあたる。カプコン最後のファミコンソフトであった。
アメリカ合衆国のアニメ『チップとデールの大作戦』（1989年 - 1990年）を原作としたゲーム化作品となっている。

## ゲーム内容

### アイテム
レンジャーパネル
ステージの各所にある四角いパネル。50個以上集めるとステージクリア後にレンジャーバッチが貰える。
ドングリ
体力を一つ回復する。
クッキー
ステージの中間地点でモンタリーがくれる。体力が全回復する。1人プレイ及び2人プレイでどちらかが居ない場合は2つ入手できるが、特に意味は無い。
星
残り人数が1つ増える。ステージ中に落ちている場合もあるが数は少なく、基本的にステージクリア後のボーナスかステージ中に隠されたボーナスでの入手となる。クリア後のボーナスには2UPする星も存在する。
レンジャーバッチ
レンジャーパネルを集めるとステージクリア後のリザルト画面でもらえるバッチ。3つ集めるとライフゲージが4つになり、5つ集めるとライフゲージが5つになる。

## 設定

### ストーリー
前回、レスキューレンジャーの活躍により逮捕されたファットキャット。しかし彼は全く懲りておらず、仲間の手を借りて刑務所を脱獄することに成功する。ニュースでそのことを知ったレスキューレンジャーは再び彼を捕まえるべく、時限爆弾が仕掛けられたというレストランへ向かうが…

### ステージ構成
ステージ1
ファットキャットがレストランに仕掛けたという時限爆弾を捜索する。ボスはウォーターラビット。
ステージ2
逃げたファットキャットを追って下水道を進む。2つのスイッチを同時に押すことで開くボーナスステージ（バスケットボール）の入口が隠されており、2人プレイの時のみ進入可能。ボスはスカイキャット。
ステージ3
ファットキャットが隠れているという貨物船を捜索する。ボスはヒフキイタチ。
ステージ4
ファットキャットの罠によって閉じ込められた冷凍庫からの脱出を目指す。ボスは居ないが、3分以内に出口へたどり着かなければミスとなる。
ステージ5
開け放たれたファラオの壷を再び封印する為、ゴーストの巣窟と化した倉庫を探索する。ここにもボーナスステージがあり、2人プレイの時のみ進入可能（1人プレイではモンタリーが登場）。ボスはデッドカーメン。
ステージ6
遊園地の時計塔を探索し、ファットキャットの部屋の鍵を見つけることが目的となる。ボスはタマノリダチョウ。
ステージ7
遊園地のトロッコエリアを探索し、ファットキャットの部屋の鍵を見つけることが目的となる。ボスはマジシャン風の猫（正式名不明）。
ステージ8
未来の世界を模したアトラクション･フューチャーワールドを探索し、ファットキャットの部屋の鍵を見つけることが目的となる。ボスはクレーン車に乗ったトカゲ（正式名不明）。なお、ステージ6･7･8は任意の順番で攻略することが出来るが、最終的には全てをクリアしなければならない。
ステージ9
ファットキャットの秘密基地を探索し、彼を捕まえることが目的となる。最終ステージだけあってエリアが非常に長く、敵･仕掛け共に厄介な物が多い為、非常に難易度が高い。ボスはファットキャットロボ。

## 登場キャラクター
チップ
レスキュー・レンジャーのリーダー的存在。容姿はデールとほぼ同じだが、ジャケットと帽子が特徴。プレイヤー1の操作キャラクター。
デール
レスキュー・レンジャーの盛り上げ担当。容姿はチップとほぼ同じだが、アロハシャツを着ているのが特徴。プレイヤー2の操作キャラクター。
ガジェット
紅一点。好奇心いっぱいで発明家のネズミの女の子。時限爆弾の解除など、機械関係のイベントで何度か登場する。
モンタリー・ジャック
チーム最年長で、気が優しい力持ちのネズミの隊員。イベントで登場する他、ステージの途中でクッキーを渡してプレイヤーをサポートする。
ジッパー
モンタリーの相棒で、チームのマスコット的存在のハエ。原作同様言葉は話さない。ステージ1で一瞬登場するが、その他のイベントでの登場は少ない。
ファットキャット
犯罪組織のボス猫。レスキュー・レンジャーの敵。スーツとネクタイを身に付けハマキを吸っている。収監されていた刑務所を脱獄し、古代の秘宝「ファラオの壷」を盗み出すべく暗躍する。

## 評価
ゲーム誌『ファミコン通信』の「クロスレビュー」では、6・4・5・5の合計20点（満40点）、『ファミリーコンピュータMagazine』の読者投票による「ゲーム通信簿」での評価は以下の通りとなっており、19.9点（満30点）となっている。
| 項目 | キャラクタ | 音楽 | お買い得度 | 操作性 | 熱中度 | オリジナリティ | 総合 |
| 得点 | 3.7        | 3.6  | 2.9        | 3.0    | 3.6    | 3.1            | 19.9 |